# 마힌다 라자팍사

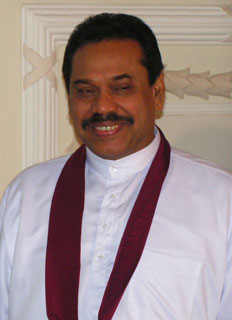
마힌다 라자팍사(2006년)

마힌다 라자팍사(싱할라어: මහින්ද රාජපක්ෂ, 타밀어: மஹிந்த ராஜபக், 1945년 11월 18일~)는 스리랑카의 6대 스리랑카의 대통령이자 스리랑카 군대의 총사령관이다. 전문 변호사였던 라자팍사는 1970년 스리랑카 의회의 국회의원으로 당선되었으며 2004년 4월 6일부터 2005년 스리랑카 대통령 선거에서 당선될 때까지 총리를 역임하였다. 2005년 11월 19일 대통령으로 취임하였으며 2010년 1월 27일에 실시된 대통령 선거에서도 재선하였다. 그는 2009년 9월 6일에 콜롬보 대학교에서 법학박사 학위를 수여받았다.

## 역대 선거 결과
| 선거명      | 직책명            | 대수 | 정당   | 득표율 | 득표수      | 결과 | 당락                 |
| ----------- | ----------------- | ---- | ------ | ------ | ----------- | ---- | -------------------- |
| 2005년 선거 | 스리랑카의 대통령 | 6대  | 자유당 | 50.29% | 4,887,152표 | 1위  | 스리랑카 대통령 당선 |
| 2010년 선거 | 스리랑카의 대통령 | 6대  | 자유당 | 57.88% | 6,015,934표 | 1위  | 스리랑카 대통령 당선 |
| 2015년 선거 | 스리랑카의 대통령 | 7대  | 자유당 | 47.58% | 5,768,090표 | 2위  | 낙선                 |